# Gustavo Pascual Falcó
Gustavo Pascual Falcó (Cocentaina, Valencia, 15 mei 1909 – Valencia, 17 april 1946) was een Spaans componist.

## Levensloop
Zijn vader was president van La rondalla La Paloma en deze muzikale omgeving heeft ook invloed gehad op de opleiding van Gustavo. Als klein jongetje kreeg hij al les voor solfège bij Antonio Pérez, organist in de parochiekerk Santa María, en vader van Enrique Pérez Margarit. Hij gaf hem ook het advies klarinet te leren bij Rafael Satorre Peiró en op 10-jarige leeftijd speelde hij in de Banda de Música "Unión Musical" de Cocentaina en in de Banda de Música la Vella, die ook gedirigeerd werd door Enrique Pérez.
Op 14-jarige leeftijd trad hij als klarinet-solist op. Later leerde hij ook cello te spelen. Samen met de pianiste María Agulló, de violist Enrique Gisbert, en de cellist Modesto Sansalvador speelde hij in een kwartet.
In 1935 werd in Dénia een Certamen musical para bandas georganiseerd. De Banda de Música "Unión Musical" de Contestana nam ook deel en speelde als verplicht werk Pepita Greus van Pascual Pérez Choví en Gustavo voerde een prachtige solopartij uit. Het orkest won de 1e prijs op dit concours.
In 1935 huwde hij met Consuelito Pérez Molina. In 1936 werd op 18 juli zijn dochter Carmen geboren en hij werd ingelijfd als militair voor de burgeroorlog. In 1942 werd hij tweede dirigent van de plaatselijke Banda de Música "Unión Musical" de Cocentaina.

## Composities

### Werken voor banda (harmonieorkest)
- Himne dels Kabileños (Som i no som d'eixos)

#### paso-dobles
- 1937 Paquito el Chocolatero, paso-doble
- 1941 Rafael Ronda
- 1942 El Berebere
- 1942 Tots menos uno, paso-doble
- Bequeteros a ratllar
- Consuelito Pérez
- El Kabileño
- El Bequetero
- Emilio El Chato
- Himne dels Borts - Himno a la filá Bereberes, paso-doble
- Som i no som d'eixos, paso-doble
- Vicent Flores, paso-doble

#### marchas moras
- 1944 Navarro El Bort
- Al peu del castell
- Buscant un bort
- El ball del moret - Un moret plorant
- No m'ho puc llevar del cap

### Motettes voor de Semana Santa
- La Dolorosa
- El Nazareno

### Werken voor kamermuziek
- Vida mía, wals voor fluit, hobo, hoorn en cello
- La menina, mazurca voor fluit, hobo, hoorn en cello

## Publicaties
- Maria Dolores Insa Ribelles: Gustavo Pascual Falcó, Un músico, una época, un pueblo.

- Biblioteca Nacional de España: XX1075080
- Bibliothèque nationale de France: cb165167849 (data)
- International Standard Name Identifier: 0000 0001 2038 0192
- Library of Congress Control Number: n2014016204
- MusicBrainz: 32d4b7fa-7a0a-4902-8b10-9e37507ba88d
- Système universitaire de documentation: 157761401
- Virtual International Authority File: 171265102
- WorldCat: E39PBJr3pTFv6BwXWQKDDWhbVC